# National League (division)
National League, tidigare kallad Alliance Premier League, The Conference, Conference National och Conference Premier, är den högsta divisionen i fotboll i det engelska ligasystemet National League. Divisionen ligger på nivå fem i det engelska ligasystemet och är den lägsta divisionen som omfattar hela England.

## Historia
Divisionen grundades 1979 under namnet Alliance Premier League och var det första försöket att skapa en nationell division under The Football League. Klubbarna hämtades från Northern Premier League och Southern Football League. Bildandet av divisionen förbättrade kvaliteten på spelet på den här nivån och förbättrade även klubbarnas ekonomi. Detta ledde i sin tur till att The Football League 1987 accepterade att vinnaren av divisionen, som vid det laget hade bytt namn till The Conference, automatiskt fick gå upp i The Football Leagues lägsta division, som då var Fourth Division men som i dag motsvaras av League Two. Den första klubben som gick upp på detta sätt var Scarborough och den första som åkte ur The Football League var Lincoln City.
Sedan säsongen 2002/03 är det två klubbar som går upp. Förutom vinnaren av divisionen är det vinnaren av ett playoff mellan klubbarna på placeringarna två till sju, i vilket fyran till sjuan först möts i kvartsfinaler. Före den säsongen var det så att om klubben som vann divisionen inte hade en hemmaarena som uppfyllde The Football Leagues krav så skedde ingen uppflyttning. I och med 2002/03 års säsong ändrades detta så att det om en sådan klubb vann divisionen eller playoff blev den därpå bäst placerade klubben med godkänd hemmaarena den som fick gå upp.
2004/05 skapades två divisioner till under The Conference: Conference North och Conference South. Den ursprungliga divisionen döptes då om till Conference National. Till säsongen 2006/07 utökades Conference National från 22 till 24 klubbar genom att fyra klubbar fick gå upp till divisionen medan bara två åkte ur. Sedan dess åker varje år fyra klubbar ur och fyra går upp från de två lägre divisionerna. 2007/08 bytte divisionen namn till Conference Premier.
2015/16 bytte divisionen namn till National League samtidigt som hela ligan också bytte till samma namn.

## Vinnare
| Säsong  | Divisionsvinnare           | Playoffvinnare      |
| ------- | -------------------------- | ------------------- |
| 1979/80 | Altrincham*                |                     |
| 1980/81 | Altrincham* (2)            |                     |
| 1981/82 | Runcorn*                   |                     |
| 1982/83 | Enfield*                   |                     |
| 1983/84 | Maidstone United*          |                     |
| 1984/85 | Wealdstone*                |                     |
| 1985/86 | Enfield* (2)               |                     |
| 1986/87 | Scarborough                |                     |
| 1987/88 | Lincoln City               |                     |
| 1988/89 | Maidstone United (2)       |                     |
| 1989/90 | Darlington                 |                     |
| 1990/91 | Barnet                     |                     |
| 1991/92 | Colchester United          |                     |
| 1992/93 | Wycombe Wanderers          |                     |
| 1993/94 | Kidderminster Harriers*    |                     |
| 1994/95 | Macclesfield Town*         |                     |
| 1995/96 | Stevenage Borough*         |                     |
| 1996/97 | Macclesfield Town (2)      |                     |
| 1997/98 | Halifax Town               |                     |
| 1998/99 | Cheltenham Town            |                     |
| 1999/00 | Kidderminster Harriers (2) |                     |
| 2000/01 | Rushden & Diamonds         |                     |
| 2001/02 | Boston United              |                     |
| 2002/03 | Yeovil Town                | Doncaster Rovers    |
| 2003/04 | Chester City               | Shrewsbury Town     |
| 2004/05 | Barnet (2)                 | Carlisle United     |
| 2005/06 | Accrington Stanley         | Hereford United     |
| 2006/07 | Dagenham & Redbridge       | Morecambe           |
| 2007/08 | Aldershot Town             | Exeter City         |
| 2008/09 | Burton Albion              | Torquay United      |
| 2009/10 | Stevenage Borough (2)      | Oxford United       |
| 2010/11 | Crawley Town               | Wimbledon           |
| 2011/12 | Fleetwood Town             | York City           |
| 2012/13 | Mansfield Town             | Newport County      |
| 2013/14 | Luton Town                 | Cambridge United    |
| 2014/15 | Barnet (3)                 | Bristol Rovers      |
| 2015/16 | Cheltenham Town (2)        | Grimsby Town        |
| 2016/17 | Lincoln City (2)           | Forest Green Rovers |
| 2017/18 | Macclesfield Town (3)      | Tranmere Rovers     |
| 2018/19 | Leyton Orient              | Salford City        |
| 2019/20 | Barrow                     | Harrogate Town      |
| 2020/21 | Sutton United              | Hartlepool United   |
| 2021/22 | Stockport County           | Grimsby Town        |
| 2022/23 | Wrexham                    | Notts County        |

* Inte uppflyttade till The Football Leagues fjärde division (Fourth Division fram till och med 1991, Third Division 1992–2003 och League Two från och med 2004)